# Apriona parvigranula
Apriona parvigranula là một loài bọ cánh cứng trong họ Cerambycidae.